# داگئو
داگئو (به لاتین: Daguo) یک شهرک در جمهوری خلق چین است که در شیجیاژوانگ، بخش شینهوا واقع شده‌است. داگئو ۸۹ متر بالاتر از سطح دریا واقع شده‌است.